# Lachnaia caprai
Lachnaia caprai — вид листоїдів з підродини клітріних. Зустрічається в Сицилії.